# فابيو غوميز (لاعب اتحاد الرغبي)
فابيو غوميز (بالإسبانية: Fabio Gómez) هو لاعب اتحاد الرغبي أرجنتيني، ولد في 13 يوليو 1965 في بوينس آيرس في الأرجنتين.

## وصلات خارجية
- فابيو غوميز عل موقع إسبنسكروم (الإنجليزية)
- فابيو غوميز على موقع ItsRugby.co.uk (الإنجليزية)